# Kane Thompson

a Compétitions nationales et continentales officielles uniquement.

b Matchs officiels uniquement.
Dernière mise à jour le 25 septembre 2021.
Kane Gregory Thompson, né le 9 janvier 1982 à Paraparaumu, est un joueur samoan de rugby à XV qui évolue au poste de deuxième ligne. Il joue au sein de l'effectif du club anglais des Newcastle Falcons en 2015-2016, depuis 2014.

## Biographie
Kane Thompson commence sa carrière en 2006 en Super 14 avec les Highlanders, après avoir évolué en championnat des provinces néo-zélandaises avec Wellington et Southland.
En 2007, Kane Thompson rejoint l'Europe et signe avec l'US Dax alors promue en Top 14. Il est appelé quelques mois plus tôt pour disputer la Coupe du monde 2007 en France avec l'équipe nationale des Samoa, alors qu'il comptabilise trois sélections depuis cette même année. Au terme de sa troisième saison, il n'est pas conservé dans l'effectif du club landais. Il retourne alors en Nouvelle-Zélande pour disputer le championnat des provinces avec Southland et Hawke's Bay.
Il remporte l'édition 2012 du Super Rugby avec les Chiefs qu'il vient de rejoindre. Il signe après le club japonais des Canon Eagles pour deux saisons avant de réintégrer les Chiefs.
Il retourne à l'intersaison 2014 en Europe et rejoint l'effectif du club anglais des Newcastle Falcons. Le 12 août 2015, Kane Thompson est retenu dans le groupe des Samoa destiné à disputer la Coupe du monde en 2015.

## Palmarès
- Super Rugby :
  - Vainqueur : 2012 avec les Chiefs[7].